# Sebastian Treese

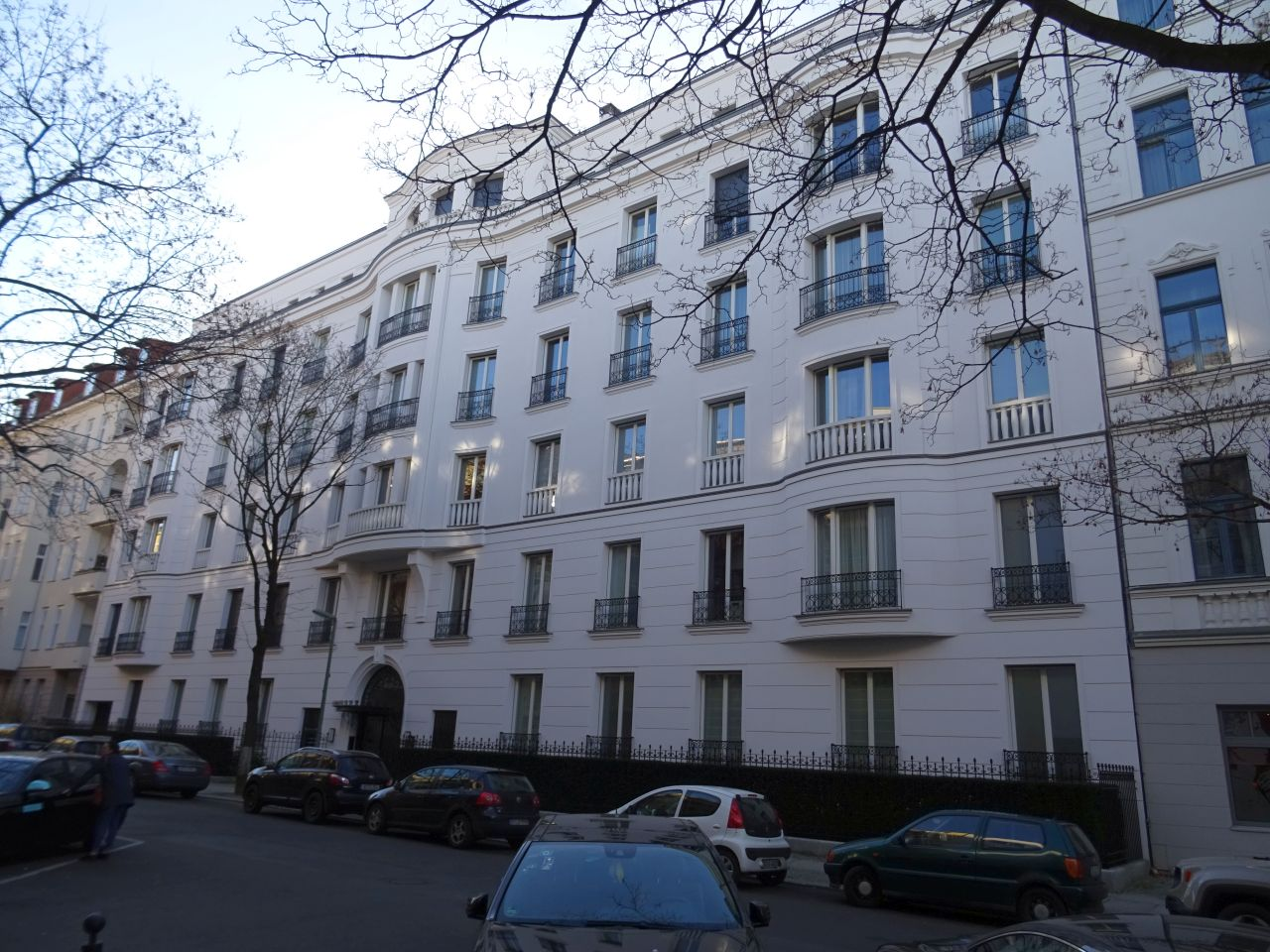
Eisenzahnstraße 1 in Berlin-Wilmersdorf, 2016 fertiggestellt

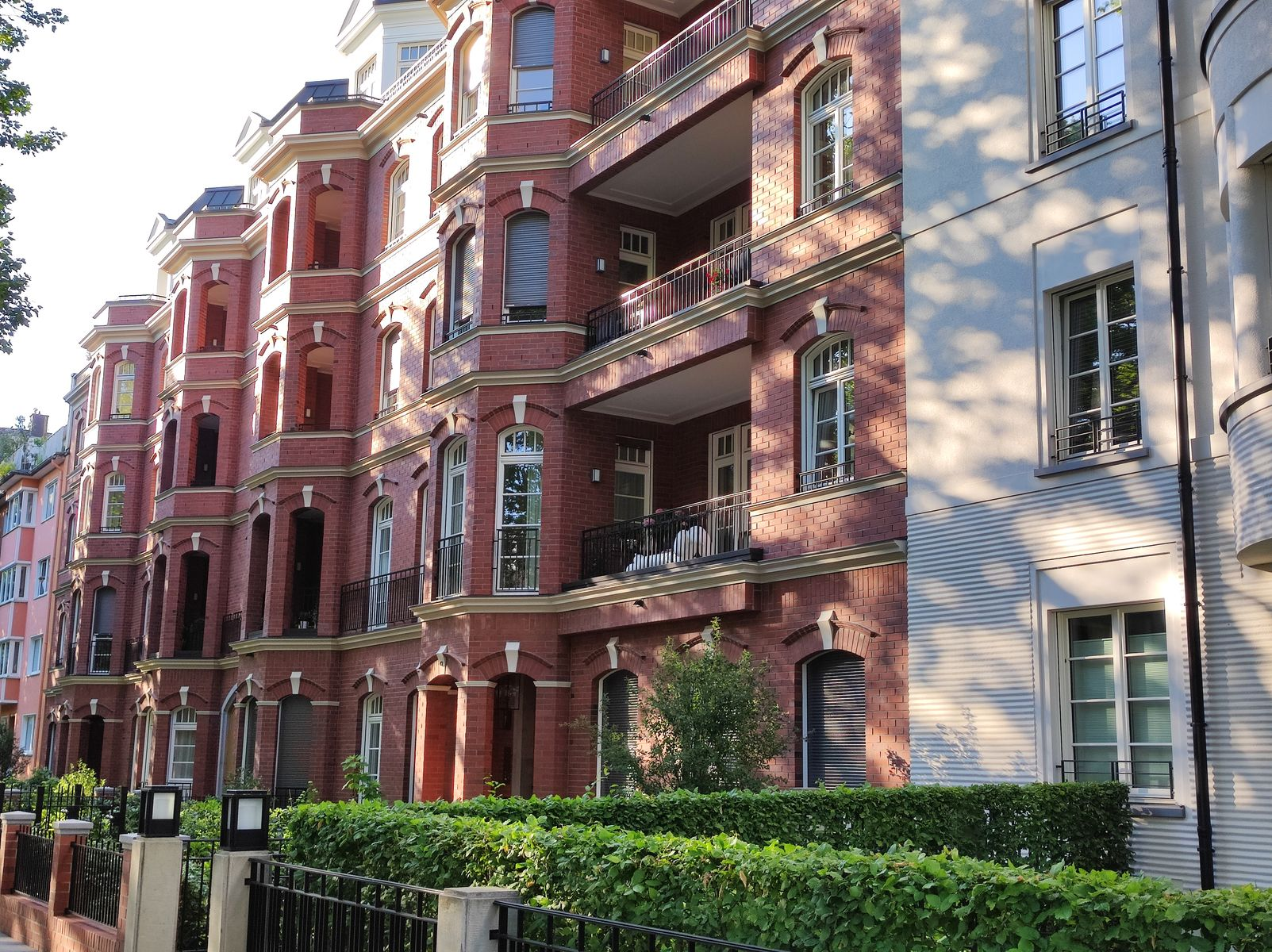
Achenbachstraße 43/45 in Düsseldorf, 2022 fertiggestellt

Sebastian Julien Treese (* 1977 in Mainz) ist ein deutscher Architekt mit Architekturbüros in Berlin und München.
Nach dem Abitur in Osnabrück studierte Treese 1997 bis 2004 an der Universität der Künste Berlin und erwarb seinen Diplom-Abschluss beim dortigen Professor für Entwerfen und Stadterneuerung Adolf Krischanitz. Während des Studiums arbeitete er zeitweise im Architekturbüro Hilmer & Sattler, bevor er von 2005 bis 2008 für Hans Kollhoff arbeitete. 2008 gründete er mit dem Berliner Architekten Fritz Neumeyer (* 1977) das gemeinsame Büro Neumeyer Treese Architekten in Berlin-Kreuzberg. 2011 folgte die Gründung der Sebastian Treese Architekten GmbH. In Berlin und an anderen Standorten arbeitet Treeses Büro mehrfach mit dem Projektentwickler Ralf Schmitz zusammen.
Im Februar 2021 wurde Sebastian Treese als erster deutscher Träger des Driehaus-Architektur-Preises bekanntgegeben, einer internationalen Auszeichnung für herausragende Errungenschaften auf dem Feld moderner klassischer Architektur. Die Verleihungszeremonie fand am 26. März 2021 statt.
Sebastian Treese lehrte seit Januar 2022 als Michael C. Duda Visiting Professor of the Practice an der School of Architecture der University of Notre Dame in Indiana.
Die Büropartnerin Julia Treese lehrt seit 2025 als „Visiting Professor“ an der Yale School of Architecture. Sie ist seit 2023 auch Teil der Juries des Driehaus-Preises und war 2024 in der Jury des „European Prize of Architecture Philippe Rotthier“.

## Bauwerke
- 2012–2014: Apartmenthaus in Berlin-Grunewald ⊙
- 2012–2015: Stadthaus in Düsseldorf-Oberkassel ⊙
- 2013–2016: Apartmenthaus Eisenzahnstraße 1 in Berlin-Wilmersdorf ⊙
- 2014–2016: Apartmenthaus in Düsseldorf-Oberkassel ⊙
- 2014–2016: Apartmenthaus in Berlin-Grunewald ⊙
- 2014–2017: Apartmenthaus in Düsseldorf-Niederkassel ⊙
- 2014–2018: Apartmenthaus in Kempen, Niederrhein⊙
- 2015–2018: Apartmenthaus in Berlin-Grunewald ⊙
- 2015–2018: Stadthaus in Düsseldorf-Oberkassel ⊙
- 2016–2018: Stadthaus in Düsseldorf-Zoo ⊙
- 2016–2019: Apartmenthaus in Berlin-Westend ⊙
- 2016–2020: Reihenhäuser in Hamburg-Nienstedten ⊙
- 2016–2020: Villa in Berlin-Grunewald
- 2017–2019: Villa in Königstein im Taunus
- 2017–2019: Stadthaus in Berlin-Dahlem ⊙
- 2017–2020: Apartmenthaus in Berlin-Mitte ⊙
- 2017–2020: Villa in Berlin-Grunewald ⊙
- 2017: Apartmenthaus in Berlin-Wilmersdorf ⊙
- 2018–2022: Apartmenthaus in Düsseldorf-Zoo ⊙ [9]
- 2018: Apartmenthaus in Hamburg-Uhlenhorst ⊙
- 2018: Villa in München-Bogenhausen
- 2018: Apartmenthaus in Berlin-Halensee ⊙
- 2018: Villa in Mumbai, Indien
- 2019: Landhaus in Kempen, Niederrhein ⊙
- 2019–2021: Apartmenthaus „Alexander“ in Berlin-Wilmersdorf[10]
- 2020: Villa in Berlin-Wannsee
- 2020: Reihenhäuser in München-Bogenhausen ⊙
- 2023–2024: Eigentumswohnanlage in Berlin-Wilmersdorf[11] ⊙